# Oflag IX C Molsdorf
Oflag IX C Molsdorf – niemiecki obóz jeniecki stworzony w 1944 dla kobiet oficerów z powstania warszawskiego.
Składał się z 7 zapuszczonych baraków robotników budujących autostradę w 1938 oraz budynku administracyjnego. Był pod komendą władz Stalagu IX C w Bad Sulza. Niemiecki dowódca samego oflagu był raczej życzliwy według relacji byłych jeńców, ale był zupełnie bezradny. W grudniu 1944 przywieziono 380 kobiet oficerów, 38 szeregowych ordynansów i 3 dzieci z innych obozów – Fallingbostel, Bergen-Belsen, Gross Rosen, Altenburg, Lamsdorf i Sandbostel. Polską komendantką obozu była mjr AK Wanda Gertz ps. Kazik.
W czasie zimy nie dano im materiału na opalanie, a temperatura spadała aż do –17 °C. W marcu 1945 do Molsdorf przyjechała delegat Międzynarodowego Komitetu Czerwonego Krzyża dr. H. Landolt. Razem z nią był oficer z dowództwa armii niemieckiej. W swoim raporcie napisała m.in. że „obóz zadziwiająco przypomina obóz koncentracyjny, a nie żaden oflag”. Niemiecki oficer obiecał poprawę sytuacji. Miesiąc później, 8 kwietnia, obóz został wyzwolony przez oddziały amerykańskie, ale zastano tam tylko 30 chorych, gdyż parę dni wcześniej zdrowe kobiety zostały wyprowadzone marszem na zachód. Przeszły one 35 km i spotkały oddziały kanadyjskie.